# Louvor

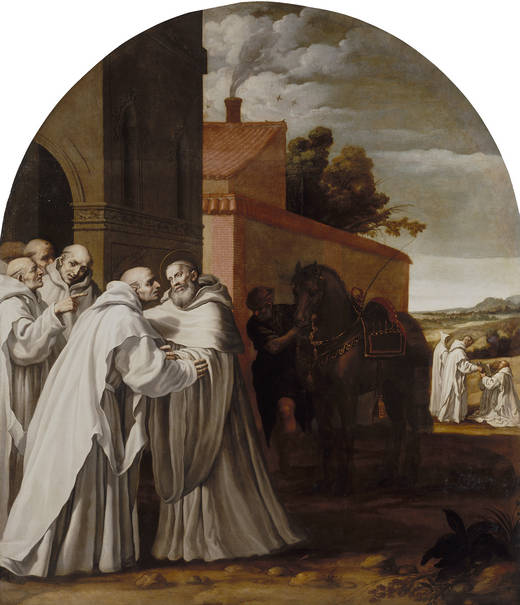
Português: São Bernardo de Claraval visita Guigo I na cartuxa.São Bernardo de Clarivaux visita Guigo I na Cartuxatitle QS:P1476,es:"São Bernardo de Claraval visita Guigo I na cartuxa." label QS:Les,"São Bernardo de Claraval visita Guigo I na cartuxa."

Louvor significa estar prestando homenagem a alguém ou a algo, seja humano ou Deus. O louvor é feito de maneiras diferentes, dependendo da religião ou dos costumes do adorador. Pode ser oferendas, músicas ou danças; o adorador faz isso em um ato de gratidão a Deus.

## Louvor no Antigo Testamento
O Antigo Testamento contém um livro, Salmos, que é uma coleção de canções de louvor e adoração. 

## Louvor no Novo Testamento
No Novo Testamento, o louvor não é mais atribuído a um local ou horário, ou a um ritual específico. O adorador deve ser alguém que louva a Deus em espírito e em verdade.  

## Música cristã
Depois de instituir a Última Ceia, Jesus cantou hinos com os apóstolos.  Na Primeira Epístola aos Coríntios,  Paulo também incentiva os crentes a "cantarem a Deus" durante suas reuniões. Assim, a palavra "louvor" também é associada a um estilo de música e oração que descreve as músicas usadas para louvar e adorar Deus em diferentes igrejas cristãs.

### Música católica
A Igreja Católica usa a música como parte de suas liturgias.  Muitas peças foram compostas como um cântico de louvor, começando com  Glória que, a partir do século II, foi integrada à liturgia da missa de Natal. 

### Música protestante
Nas igrejas protestantes, os cantos (hinos religiosos) são enquadrados pela liturgia e geralmente acompanhados pelo Órgão ou instrumentos de banda, como a Guitarra, Violão, Baixo e Bateria. Algumas igrejas protestantes foram influenciadas pela música cristã contemporânea e oferecem serviços de adoração com música "tradicional" e música contemporânea.

### Música evangélica
Nas igrejas evangélicas, cantar em comum (música cristã) ocupa um lugar muito importante; muitas vezes metade do tempo em um serviço. 
Com o movimento carismático na década de 1960, várias denominações evangélicas adotaram novas práticas de louvor e adoração, como bater palmas e levantar as mãos. 
Nos anos 1980 e 1990, música cristã contemporânea, incluindo uma grande variedade de estilos musicais, como o rock cristão e hip hop cristão já apareceu em louvor.  